# Gradualismo
Il termine gradualismo sta ad indicare un'azione che mira al raggiungimento di un fine attraverso un procedere per gradi, per successive limitate realizzazioni.
Il gradualismo trova applicazione specifica
- in filosofia nel concetto del gradualismo ontologico;
- in biologia con la teoria del gradualismo filetico;
- in politica con il metodo che si propone di conseguire obiettivi economici, politici o sociali attraverso riforme graduali;
- in finanza con politiche monetarie che contrastino gradualmente l'inflazione. [1]

## Filosofia
Nella dottrina platonica gli enti molteplici e imperfetti si caratterizzano per la loro mutabilità che è tale che non sarebbero per noi conoscibili se non prendessimo come principio della loro intelligibilità il fatto che in realtà le cose non sono altro che copie che imitano la realtà perfetta delle idee che corrispondono ad esse. Vi è dunque una graduale perfezione anche delle cose sensibili a seconda dalla loro distanza dalle idee. Questa  teoria del gradualismo ontologico trova corrispondenza nel Simposio platonico  dove il conoscere è assimilato ad un Eros intellegibile, ad un amore della conoscenza che non riguarda né gli dei, che tutto sanno e non desiderano quindi la sapienza, né gli ignoranti che non possono desiderare ciò che non conoscono. Solo i filosofi amano la sapienza di cui non sono del tutto privi ma che non possiedono interamente ma solo a differenti gradazioni. 
Un'impostazione gradualistica è anche nel sistema delle monadi di Leibniz. Tra la vita e la morte non vi è un netto distacco ma un'infinità di gradi che segnano la continua trasformazione di ciò che vive con un processo di generazione e corruzione ossia di composizione e scomposizione tra le monadi che entrano nei composti ma rimangono intatte, non toccate dai meccanismi del mutamento dei singoli organismi. Innumerevoli ma finite, le monadi infatti sono state create da Dio e quindi sono eterne. 

## Biologia
Il gradualismo filetico è un approccio teorico che concepisce l'evoluzione biologica come un processo graduale ma a velocità variabile, secondo i casi. È connesso all'attualismo ed è stato uno dei punti di partenza del neodarwinismo. 
Secondo questa teoria vi è una differenza genetica impercettibile tra una generazione e la successiva, e le grandi modificazioni sono la somma di piccoli cambiamenti generati dalla selezione naturale. Ciò comporta la difficoltà (o impossibilità) di stabilire la differenza tra le varie specie biologiche, che vengono viste come insiemi non discreti di individui, senza quindi separazioni nette. 

## Politica
Il gradualismo politico è in genere collegato all'ideologia liberale riformista e moderata ma si riscontra anche nelle teorie politiche rivoluzionarie come ad esempio nel gradualismo socialdemocratico e in quello anarchico. 

### Il gradualismo socialdemocratico
Nel 1894 fu fondata a Ginevra l'Unione dei socialdemocratici russi all'estero su iniziativa del gruppo Emancipazione del lavoro di Plechanov. Presto tra le due organizzazioni si manifestarono dissensi. Nel suo primo Congresso tenuto a Zurigo nel 1898, l'Unione dei socialdemocratici russi all'estero aderì all'economicismo, dichiarandosi favorevole a una lotta limitata alle sole rivendicazioni sindacali. Per sottolineare il suo distacco da Plechanov, il «padre del marxismo russo», l'Unione fondò un proprio giornale, la «Rabočee Delo» (La causa operaia). Nel suo primo numero, il redattore del giornale, Boris Kričevskij, dichiarava che erano «completamente valide le tesi del socialismo scientifico, che ogni lotta di classe è lotta politica e che l'emancipazione sociale della classe operaia è impossibile senza la sua emancipazione politica», e tuttavia si anteponeva la lotta economica a quella politica.
Nei numeri successivi Kričevskij espose la teoria dello sviluppo graduale e pacifico della società capitalistica, rifiutando il metodo violento della rivoluzione e chiamando alla collaborazione con le forze politiche liberali per realizzare una società democratica. Erano posizioni sostanzialmente coincidenti con quelle del «marxismo legale» russo di Struve e Tugan-Baranovskij e con le idee esposte dal socialdemocratico tedesco Eduard Bernstein ne Le premesse del socialismo e i compiti della socialdemocrazia. Il gradualismo programmatico propugnato dalla «Rabočee Delo» prevedeva che prima ancora di battersi per la libertà politica il movimento operaio doveva ottenere il riconoscimento dei diritti di associazione sindacale e di sciopero, ancora negati in Russia.

### Il gradualismo rivoluzionario
Con il nome di  "gradualismo rivoluzionario" si intende un elemento caratteristico del pensiero malatestiano e dei comunisti anarchici in genere. Il gradualismo in questa accezione si propone di non trascurare il raggiungimento di obiettivi parziali, purché finalizzati al raggiungimento del fine ultimo: la rivoluzione.
Errico Malatesta pone al centro di quest'idea la considerazione che l'anarchismo è teso non solo all'eliminazione di ogni gerarchia e autorità, ma anche all'ottenimento di conquiste sociali che possano indebolire i governi e allo stesso tempo migliorare la vita degli sfruttati. Il gradualismo quindi si pone come fine ultimo non l'ottenimento di conquiste sociali parziali, bensì l'anarchia. 
La lotta quotidiana per soddisfare i bisogni immediati, per strappare alle classi dominanti quanto più possibile e per limitare la sua nefasta autorità viene chiamata da Errico Malatesta e da Fabbri  "ginnastica rivoluzionaria". Il gradualismo non è quindi riformista, ma riformatore' (Malatesta preferisce usare il termine “riformatore” proprio per non confonderlo con il  “riformismo”), perché tiene a mente l'obiettivo rivoluzionario, senza rinunciare per questo ai vantaggi ottenibili immediatamente.
Secondo Malatesta il gradualismo è necessario poiché ritiene assai improbabile che possano realizzarsi condizioni adatte per una rivoluzione prettamente anarchica.
Gli anarchici, non potendo e volendo imporre l'anarchia con la violenza  devono gradualmente realizzarla, senza cadere nella trappola del “riformismo”, lavorando sempre per creare le condizioni rivoluzionarie che abbattano qualsiasi forma di dominio istituzionale.
Il gradualismo rivoluzionario rifiuta l'idea presente in molti anarchici del “tutto e subito”, cioè che basti abbattere Stato e governo perché poi le cose si “aggiustino naturalmente”. L'eliminazione delle istituzioni non deve comportare il peggioramento delle condizioni di vita degli individui, altrimenti questi si rivolgerebbero nuovamente ad una autorità.
Sostanzialmente il gradualismo è il mezzo e l'anarchia è il fine; ciò viene esplicitato dallo stesso Malatesta:

## Economia e finanza
Il gradualismo nella politica finanziaria si contrappone al cold-turkey (o anche shock-therapy), che mira allo stesso fine del contrasto dell'inflazione da raggiungere però in modo immediato. 
Una delle conseguenze dell'inflazione è l'aumento del prezzo delle merci che causa il diminuire dei consumi e della conseguente produzione che genera a sua volta disoccupazione. Di fronte a questo problema la soluzione gradualista fa sì che la diminuzione dell'occupazione e del reddito avvenga lentamente in una fase di lungo periodo in modo duraturo sino al ritorno all'equilibrio naturale tra occupazione e reddito. Una politica finanziaria di cold turkey con un incisivo immediato abbassamento del reddito e dell'occupazione nel breve periodo porterà invece allo stesso risultato ma in tempi molto più brevi.
In ambedue i metodi le soluzioni per la diminuzione dell'inflazione e della disoccupazione saranno influenzate da elementi collaterali quali il grado di sviluppo del commercio con l'estero, le modalità dei contratti di lavoro regolanti la determinazione dei salari.